# Caulastraea tumida
Espèce
Statut CITES
Caulastraea tumida est une espèce de coraux appartenant à la famille des Faviidae ou la famille Merulinidae.